# Sven Joss
Sven Yannick Joss (Berna, 18 luglio 1994) è un calciatore svizzero, difensore del Konolfingen.

## Statistiche

### Presenze e reti nei club
Statistiche aggiornate al 14 gennaio 2018.
| Stagione          | Squadra           | Campionato        | Campionato | Campionato | Coppe nazionali | Coppe nazionali | Coppe nazionali | Coppe continentali | Coppe continentali | Coppe continentali | Altre coppe | Altre coppe | Altre coppe | Totale | Totale | Totale |
| Stagione          | Squadra           | Comp              | Pres       | Reti       | Comp            | Pres            | Reti            | Comp               | Pres               | Reti               | Comp        | Pres        | Reti        | Pres   | Reti   |        |
| ----------------- | ----------------- | ----------------- | ---------- | ---------- | --------------- | --------------- | --------------- | ------------------ | ------------------ | ------------------ | ----------- | ----------- | ----------- | ------ | ------ | ------ |
| 2015-2016         | Thun              | SL                | 25         | 1          | CS              | 3               | 0               | -                  | -                  | -                  | -           | -           | -           | 28     | 1      |        |
| lug.-ago. 2016    | Thun              | SL                | 3          | 0          | CS              | -               | -               | -                  | -                  | -                  | -           | -           | -           | 3      | 0      |        |
| ago. 2016-2017    | Young Boys        | SL                | 10         | 0          | CS              | 1               | 0               | UEL                | 0                  | 0                  | -           | -           | -           | 11     | 0      |        |
| 2017-gen. 2018    | Young Boys        | SL                | 1          | 0          | CS              | 3               | 0               | UEL                | 2                  | 0                  | -           | -           | -           | 6      | 0      |        |
| Totale Young Boys | Totale Young Boys | Totale Young Boys | 11         | 0          |                 | 4               | 0               |                    | 2                  | 0                  |             | -           | -           | 17     | 0      |        |
| gen.-giu. 2018    | Thun              | SL                | 0          | 0          | CS              | -               | -               | -                  | -                  | -                  | -           | -           | -           | 0      | 0      |        |
| Totale Thun       | Totale Thun       | Totale Thun       | 28         | 1          |                 | 3               | 0               |                    | -                  | -                  |             | -           | -           | 31     | 1      |        |
| Totale carriera   | Totale carriera   | Totale carriera   | 39         | 1          |                 | 7               | 0               |                    | 2                  | 0                  |             | -           | -           | 48     | 1      |        |